# Жовтнева залізниця
Жовтнева залізниця (рос. Октябрьская железная дорога) — найстаріша залізниця Росії. Сполучає Санкт-Петербург і Москву. Управління — в Санкт-Петербурзі.

## Історія
Жовтневу залізницю створено після революції на базі наявних залізниць: Миколаївська залізниця після націоналізації у травні 1918 перейшла до підпорядкування НКШС, після 1923 залізницю перейменовано на Жовтневу.
У 1837 введено в дію Царськосільську залізницю: Царськосільський вокзал Санкт-Петербурга — Царське Село (до 2019 р. - станція Дитяче Село у місті Пушкін) — Павловськ, завдовжки 27,6 км, шириною колії 1829 мм. Паровозний потяг, замість конки протягом всієї залізниці введено навесні 1838.
У 1851 побудовано двоколійну Миколаївську залізницю: Миколаївський вокзал Санкт-Петербурга — Миколаївський вокзал Москви. Залізниця мала довжину 649,7 км. Ухвалена ширина колії 1524 мм стала загальнодержавною колією мережі залізниць Російської імперії, а згодом і СРСР (до 1970-х). 27 лютого 1923, перейменовано на Жовтневу залізницю.
У 1853 відкрився рух на лінії Варшавський вокзал Санкт-Петербурга — Гатчина (44,6 км), в 1857 була відкрита залізниця між Петергофським вокзалом Санкт-Петербурга і Петергофом.
У 1897 Царськосільську залізницю включено до складу приватної Московсько-Виндаво-Рибінської залізниці і перешито на «російську колію 1524 мм».
До 1940 ця залізниця входила до складу Північно-Західні залізниці, після до Ленінградської залізниці. Це була перша в Росії двоколійна залізниця з лівостороннім рухом, який було змінено на правосторонній лише наприкінці 1940-х.
За часів німецько-радянської війни організовано автомобільно-залізничні «Дорога життя» через Ладозьке озеро і «Дорога Перемоги» (Шліссельбург — Поляни).
У 1959 передано Ленінградську залізницю, а також приєднана Кіровська залізниця (колишня Мурманська), а в 1963 — частина Калинінської залізниці.

## Опис
Сучасна Жовтнева Залізниця пролягає з півночі на південь від Мурманська до Москви (понад 2 000 км), до того ж понад 900 км розташовані за Полярним колом.
Довжина її колій понад 10 000 км. Усі дистанції залізниці, за винятком дистанцій Свір - Мурманськ і  Бабаєво - Нелазьке, електрифіковані постійним струмом 3 кВ. Дистанції Свір - Мурманськ і Бабаєво - Нелазьке електрифіковані змінним струмом 25 кВ.
Найбільший вузол — Санкт-Петербург. Тут розташоване управління залізниці.
Залізниця має шість відділень: 
- Московське відділення
- Санкт-Петербург—Вітебське відділення
- Санкт-Петербурзьке відділення
- Петрозаводське відділення
- Мурманське відділення
- Волховстроївське відділення

Жовтнева залізниця проходить територією одинадцяти суб'єктів РФ — Ленінградської, Псковської, Новгородської, Вологодської, Мурманської, Тверської, Московської, Ярославської областей, міст Москва і Санкт-Петербург і Республіки Карелія.
Комбіновані залізнично-водні перевезення вантажів (у тому числі експортно-імпортні) здійснюються через Петербурзький і Мурманський морські порти, порти Білого моря (Кандалакша, Кем, Біломорськ) і Біломорсько-Балтійський канал.
У 2005, Жовтневою залізницею відправлено 107 млн тонн вантажів, що на 5,4 % більше, ніж у 2004.
З 2006 року частина приміських пасажирських перевезень за напрямами від Санкт-Петербурга здійснює ВАТ «Санкт-Петербург-Вітебська приміська пасажирська компанія».
Головний хід ЖЗ «Санкт-Петербург — Москва» з моменту будівництва та по сьогодні — одне з найнапруженіших напрямів Росії. У 1980-ті керівництвом СРСР було прийнято рішення про організацію на ньому швидкісного руху. У результаті колія з Санкт-Петербурга до Москви стала першою та єдиною швидкісною залізницею в СРСР і залишається такою в Росії та СНД.
З кінця травня 2008, для фірмових поїздів сполученням Санкт-Петербург↔Москва встановлено «дзеркальний» розклад

## Швидкісні потяги ЖЗ
Між двома мегаполісами курсують три швидкісні фірмові пасажирські потяги: 
- Аврора — швидкісний фірмовий поїзд № 159/160
- Невський експрес — швидкісний поїзд на локомотивній тязі (ЧС200)
- ЕР200 — електропоїзд, найшвидший у СНД рухомий склад

### Швидкісне сполучення Санкт-Петербург←→Гельсінкі
Сенс проєкту полягає у зменшенні часу мандрівки між двома містами: станом на 2007, поїзд їде 5,5 годин, для швидкісного поїзда передбачено скоротити цей час до 3-3,5 годин (по Росії поїзд ітиме півтори години). Для реалізації проєкту було створено спільне підприємство РЖД і фінської залізничної компанії Karelian Trains, компанії входять у СП рівними частками.
Кожен потяг складатиметься з 7 вагонів і зможе перевозити 352 пасажири двокласним компонованням. Поїздка в першому класі обійдеться у 110 євро (2007 рік — 89,1 євро), у другому – у 69,4 євро(2007 рік — 50,8 євро). Швидкість потягу досягатиме 220 км/год. Попередня сума контракту $130 – 140 млн.
Для реалізації проєкту у 2003 році досягнуто домовленостей між президентами Росії (Володимир Путін) і Фінляндії (Тар'я Халонен).
Інвестиції у 2007 становили 6 млрд руб..
- Модернізація колії з наступним відкриттям швидкісного руху з Санкт-Петербурга до Гельсінкі.[3]
- На цьому напрямі експлуатуватиметься швидкісний потяг Pendolino, що проходить обкатку в околицях Санкт-Петербурга[4].
- У січні 2007 року було оголошено конкурс на постачання рухомого складу. У ньому взяло участь п'ять компаній: Alstom, Siemens AG, Bombardier, Talgo і CAF[5].
- 5 вересня 2007, підписано контракт на постачання чотирьох швидкісних поїздів для лінії Петербург-Гельсінкі виробництва французької фірми Alstom[5]. Він передбачає постачання 4 швидкісних потягів сімейства Pendolino, а також опціон на постачання ще двох потягів. Сума договору — 120 мільйонів євро. Потяги виготовлять у 2009, на заводі, який розташовано в італійському місті Савильяно[4].
- Термін пуску перших рейсів — 2010[5].

### Швидкісне сполучення Санкт-Петербург←→Москва
- Для організації швидкісного руху на лінії Петербург – Москва буде використано поїзди Velaro RUS виробництва Siemens.
- Моторвагонне депо Санкт-Петербург – Московське (ТЧ-10) буде базовим для організації технічного обслуговування цих поїздів, його реконструкція обійдеться ЖЗ понад 2 млрд рублів[7].
- У 2007 році реалізація проєкту зажадала субсидій у розмірі 5 млрд рублів, закінчення проєкту планується на 2009.